# Kevin Spacey
Kevin Spacey, egentligen Kevin Spacey Fowler, född 26 juli 1959 i South Orange, New Jersey, är en Oscarsbelönad amerikansk skådespelare (film och teater) och regissör.

## Biografi
Spacey växte upp i Kalifornien och inledde sin karriär som teaterskådespelare under 1980-talet, innan han började få biroller i filmer och TV-serier. Han fick stor uppmärksamhet i början av 1990-talet vilket bland annat resulterade i en Oscarstatyett för filmen De misstänkta från 1995 och en Oscar för bästa manliga huvudroll för sin insats i filmen American Beauty från 1999. Vid Golden Globe-galan 2015 prisades Spacey i kategorin Bästa manliga huvudroll i en dramaserie för sin roll som Francis Underwood i TV-serien House of Cards.
Spacey har arbetat med teateruppsättningar i London och har förblivit allmänt välkänd genom sina roller i Hollywood-produktioner som Seven, Skicka vidare, L.A. konfidentiellt och för rollen som Lex Luthor i Superman Returns. Spaceys stora förebild som skådespelare är Jack Lemmon.

### #metoo-anklagelser
I oktober 2017 kom Spacey ut som homosexuell till följd av kampanjen #metoo där han anklagats för sexuellt ofredande. Spacey anklagades av skådespelaren Anthony Rapp för att ha gjort ett sexuellt närmande mot Rapp när denne var 14 år. 2023 friades Spacey från alla anklagelser.
I maj 2024 visades tv-dokumentären Kevin Spacey Unmasked i två delar på Channel 4 i Storbritannien. I juni visades den i SVT1. I dokumentären framförs nya anklagelser från tio olika män om sexuella övergrepp. Som en följd kommer nya rättegångar att hållas från 2025.

## Filmografi i urval
- 1986 – I lust och nöd
- 1988 – Working Girl
- 1989 – Hör upp, blindstyre!
- 1993 – Glengarry Glen Ross
- 1992 – Lek till döds
- 1994 – Iron Will
- 1994 – Absolut gisslan
- 1995 – Seven
- 1995 – Outbreak – i farozonen
- 1995 – De misstänkta
- 1996 – I väntan på Richard
- 1996 – Juryn – A Time To Kill
- 1997 – L.A. konfidentiellt
- 1997 – Midnatt i ondskans och godhetens trädgård
- 1997 – Albino Alligator (regi)
- 1998 – Ett småkryps liv (röst)
- 1998 – Förhandlaren
- 1998 – Hurlyburly
- 1999 – American Beauty
- 2000 – Skicka vidare
- 2001 – K-PAX
- 2001 – Sjöfartsnytt
- 2002 – Austin Powers in Goldmember
- 2003 – The United States of Leland
- 2003 – The Life of David Gale
- 2004 – Beyond the Sea
- 2005 – Edison
- 2006 – Superman Returns
- 2007 – Fred Claus
- 2008 – 21 (även produktion)
- 2008 – Telstar
- 2009 – Shrink (även produktion)
- 2009 – Moon
- 2009 – The Men Who Stare at Goats
- 2009 – Fanboys (endast produktion)
- 2010 – Father of Invention (även produktion)
- 2010 – Casino Jack
- 2010 – Social Network (endast produktion)
- 2011 – Margin Call
- 2011 – Horrible Bosses
- 2011 – Inseparable
- 2013–2017 – House of Cards (TV-serie)
- 2014 – Horrible Bosses 2
- 2014 – Call of Duty: Advanced Warfare (röst i datorspel)
- 2016 – Elvis & Nixon
- 2016 – Nine Lives
- 2017 – Baby Driver
- 2017 – Rebel in the Rye

## Datorspel
- 2014 - Call of Duty: Advanced Warfare (röst)